# マッデンNFL
マッデンNFL（Madden NFL）はEAスポーツから発売されているアメリカンフットボールゲームシリーズの名称である。ゲームの開発・製作はEAティブロンが行っている。

## 概要
NBCスポーツ（サンデーナイトフットボール）の元解説者で、プロフットボール殿堂の故ジョン・マッデンが監修し、なおかつ、世界で唯一NFL公認ソフトでもある。
歴史は1988年に発売されたジョン・マッデン・フットボールが最初である。1990年代の半ばには現在のマッデンNFLとしてNFL公認ソフトになる。毎年シーズンが始まる9月に発売される。尚2013年はマッデンNFL14ではなく前身の『ジョン・マッデン・フットボール』発売25周年を記念して『マッデンNFL25』として発売された。

## シリーズ
| タイトル                                | 発売年 | 対応機                                                                                    | カバー                                                             |
| --------------------------------------- | ------ | ----------------------------------------------------------------------------------------- | ------------------------------------------------------------------ |
| ジョン・マッデン・フットボール          | 1988   | MS-DOS、コモドール64/128、Apple II                                                        | ジョン・マッデン                                                   |
| ジョン・マッデン・フットボール          | 1990   | メガドライブ、Amiga、スーパーファミコン                                                   | ジョン・マッデン                                                   |
| ジョン・マッデン・フットボールII        | 1991   | MS-DOS                                                                                    | ジョン・マッデン                                                   |
| ジョン・マッデン・フットボール'92       | 1991   | MD                                                                                        | ジョン・マッデン                                                   |
| ジョン・マッデン・フットボール'93       | 1992   | MD、SFC                                                                                   | ジョン・マッデン                                                   |
| John Madden Duo CD Football             | 1993   | PCエンジン                                                                                | ジョン・マッデン                                                   |
| マッデンNFL'94                          | 1993   | MD、SFC                                                                                   | ジョン・マッデン                                                   |
| John Madden Football                    | 1994   | 3DO                                                                                       | ジョン・マッデン                                                   |
| マッデンNFL'95                          | 1994   | MD、SFC、ゲームボーイ、ゲームギア                                                         | ジョン・マッデン、背景にエリック・ウィリアムズ、カール・ウィルソン |
| マッデンNFL'96                          | 1995   | Windows、MD、SFC、GB、SGG                                                                 | ジョン・マッデン                                                   |
| マッデンNFL97                           | 1996   | Windows、MD、SFC、PlayStation、セガサターン、GB                                           | ジョン・マッデン                                                   |
| マッデンNFL98                           | 1997   | Windows、MD、SFC、PS1、SS                                                                 | ジョン・マッデン                                                   |
| マッデン・フットボール64                | 1997   | NINTENDO 64                                                                               | ジョン・マッデン                                                   |
| マッデンNFL99                           | 1998   | Windows、PS1、N64                                                                         | ジョン・マッデン / ガリソン・ハースト (PAL版)                      |
| マッデンNFL2000                         | 1999   | Windows、PS1、N64、ゲームボーイカラー マッキントッシュ                                    | ジョン・マッデン、背景にバリー・サンダース                         |
| マッデンNFL2001                         | 2000   | Windows、PS1、N64、GBC、PlayStation 2                                                     | エディ・ジョージ                                                   |
| マッデンNFL2002                         | 2001   | Windows、PS1、N64、PS2、ニンテンドー ゲームキューブ、Xbox、GBC、ゲームボーイアドバンス    | ダンテ・カルペッパー                                               |
| マッデンNFL2003                         | 2002   | Windows、PS1、PS2、GC、Xbox、GBA                                                          | マーシャル・フォーク                                               |
| マッデンNFL2004                         | 2003   | Windows、PS1、PS2、GC、Xbox、GBA                                                          | マイケル・ヴィック                                                 |
| マッデンNFL2005                         | 2004   | Windows、PS1、PS2、GC、Xbox、GBA、ニンテンドーDS、Tapwave Zodiac                          | レイ・ルイス                                                       |
| マッデンNFL06                           | 2005   | Windows、PS2、GC、Xbox、Xbox 360、GBA、DS、PlayStation Portable、Windows Mobile、携帯電話 | ドノバン・マクナブ                                                 |
| EA Sports Madden NFL Football           | 2005   | アーケードゲーム                                                                          | なし                                                               |
| マッデンNFL07                           | 2006   | Windows、PS2、GC、Xbox、Xbox 360、PlayStation 3、Wii、GBA、DS、PSP                        | ショーン・アレキサンダー                                           |
| EA Sports Madden NFL Football: Season 2 | 2006   | アーケードゲーム                                                                          | なし                                                               |
| マッデンNFL08                           | 2007   | Windows、PS2、NGC、Xbox、Xbox 360、PS3、Wii、DS、PSP、Mac OS X                            | ヴィンス・ヤング                                                   |
| マッデンNFL09                           | 2008   | PS2、Xbox、Xbox 360、PS3、Wii、DS、PSP                                                    | ブレット・ファーヴ                                                 |
| マッデンNFL10                           | 2009   | PS2、Xbox 360、PS3、Wii、PSP、iOS                                                         | トロイ・ポラマルとラリー・フィッツジェラルド                       |
| マッデンNFL11                           | 2010   | PS2、Xbox 360、PS3、Wii、PSP、iOS                                                         | ドリュー・ブリーズ                                                 |
| マッデンNFLフットボール                 | 2011   | ニンテンドー3DS                                                                           | Madden NFL Football logo                                           |
| マッデンNFL12                           | 2011   | PS2、Xbox 360、PS3、Wii、PSP、iOS、Android、BlackBerry PlayBook                           | ペイトン・ヒリス                                                   |
| マッデンNFL13                           | 2012   | Xbox 360、PS3、Wii、Wii U、PlayStation Vita、iOS                                          | カルビン・ジョンソン                                               |
| マッデンNFL25                           | 2013   | Xbox 360、PS3、Xbox One,PlayStation 4、iOS、Android                                       | バリー・サンダース、エイドリアン・ピーターソン                     |
| マッデンNFL15                           | 2014   | Xbox 360、PS3、Xbox One、PS4                                                              | リチャード・シャーマン                                             |
| Madden NFL Mobile                       | 2014   | iOS、Android                                                                              | （その年のゲーム機版カバー選手）                                   |
| マッデンNFL16                           | 2015   | Xbox 360、PS3、Xbox One、PS4                                                              | オデル・ベッカム                                                   |
| マッデンNFL17                           | 2016   | Xbox 360、PS3、Xbox One、PS4                                                              | ロブ・グロンコウスキー                                             |
| マッデンNFL18                           | 2017   | Xbox One、PS4                                                                             | トム・ブレイディ                                                   |
| マッデンNFL19                           | 2018   | Windows、Xbox One、PS4                                                                    | アントニオ・ブラウン                                               |
| マッデンNFL20                           | 2019   | Windows、Xbox One、PS4                                                                    | パトリック・マホームズ                                             |
| マッデンNFL21                           | 2020   | Windows、Xbox One、PS4、Xbox Series X/S、 PlayStation 5、Google Stadia                    | ラマー・ジャクソン                                                 |
| Madden NFL 22                           | 2021   | Windows、Xbox One、PS4、Xbox Series X/S、PS5、Stadia                                      | トム・ブレイディ パトリック・マホームズ                            |
| Madden NFL 23                           | 2022   | Windows、Xbox One、PS4、Xbox Series X/S、PS5                                              | ジョン・マッデン                                                   |
| Madden NFL 24                           | 2023   | Windows、Xbox One、PS4、Xbox Series X/S、PS5                                              | ジョシュ・アレン                                                   |
| Madden NFL 25                           | 2024   | Windows、Xbox One、PS4、Xbox Series X/S、PS5                                              | クリスチャン・マキャフリー                                         |

## マッデンの呪い
1988年よりマッデンが解説を担当しているゲームソフトである「Madden NFL」シリーズ（EA）はEntertainment Software Association（ESA）による全米ゲームソフト年間販売数ランキングでは毎年上位にランキングされている。
- 2005年（「Madden NFL 06」） - PS2版（1位）、Xbox版（3位）
- 2006年（「Madden NFL 07」） - PS2版（1位）、Xbox 360版（5位）、Xbox版（20位）
- 2007年（「Madden NFL 08」） - PS2版（7位）、Xbox 360版（12位）

しかし毎年ゲームの表紙となる選手はその年のシーズンにおいてケガで不本意な成績を残す(更に所属チーム自体も不本意な成績に終わることも多々ある)ことから「Maddenの呪い」「Maddenジンクス」と言われている。しかし、近年はそのジンクスも弱まりつつある。
以下、カバー選手の該当年前後の成績の概要である。
- 2001 エディ・ジョージ

この年はランで年間1500ヤードを記録したが、キャリア最多のファンブルも記録した上、プレーオフでも痛恨のファンブル。また、この年がピークとなり、以降記録を落としていった。
- 2002 ダンテ・カルペッパー（英語版）

前年は33タッチダウンを記録し11勝5敗とチームをプレーオフに導いたが、この年は怪我で6試合欠場した上、タッチダウンは14回、ターンオーバーは計29回と大不振で、4勝7敗に終わる。
- 2003 マーシャル・フォーク

前年まで5年連続でラン年間1,000ヤード以上を記録していたが、怪我で成績を大きく落とし、チームもプレーオフを逃す。この怪我をきっかけに急速に能力が衰え、1,000ヤードを超えることはなかった。
- 2004 マイケル・ヴィック

この年は腓骨を骨折しシーズンの中盤以降から欠場する。 翌年こそチームはプレーオフ進出を果たし、前年度より成功率やレイティングを上げたが、そのシーズン終了後に闘犬容疑で逮捕、禁固刑を言い渡され、収監された。
- 2005 レイ・ルイス

この年はインターセプト数は6回から0回に落ち込み、チームもプレーオフを逃す。なお、翌年は怪我でシーズンを棒に振った。
- 06 ドノバン・マクナブ

怪我でシーズンを棒に振り、前年度のスーパーボウル出場チームながらプレーオフを逃す。その後も怪我に悩まされた。
- 07 ショーン・アレキサンダー

シーズン冒頭に怪我し、ランの年間記録が1880ヤードから896ヤードに落ち込み、成績を大きく落とす。さらにエース欠場にもかかわらずチームは3年連続地区優勝を果たしたため、アレキサンダー不要論もささやかれ、2007年シーズン終了後に解雇。翌年はワシントン・レッドスキンズに移籍するも1年で解雇された。
- 08 ヴィンス・ヤング

新人QBとして、前年にオフェンシブ・ルーキー・オブ・ザ・イヤーに選ばれるも、この年は9回のタッチダウン、17回のインターセプトに終わり、翌年は控えに落ちた。
- 09 ブレット・ファーブ

2007年シーズン後、引退表明したため、ジンクスは関係ないと思われたが、2008年シーズン前に現役続行を発表。表紙ではグリーンベイ・パッカーズのユニフォームを着用しているが、ニューヨーク・ジェッツにトレードされた。
個人としてはNFL最多の22回のインターセプトを記録。チームもまれに見る接戦を落とし、プレーオフ進出を逃した。また、怪我を理由にわずか1シーズンを過ごしただけで2度目の引退を宣言したが、それすらも翻し、ミネソタ・バイキングスに移籍していった。
- 10 ラリー・フィッツジェラルド、トロイ・ポラマル

21世紀では初の複数カバー選手となる。
フィッツジェラルドは1000ヤードを記録しプロボウルにも選ばれたが、ボラマルは09-10年シーズン開幕戦で左膝を負傷し長期離脱。タックル数はキャリア最低の20回に終わり、明暗が分かれた。
- 11 ドリュー・ブリーズ

フル出場を果たすものの、球団ワースト記録となるインターセプト22回を記録し、QBレーティングを20点近く落とす不振の年となった。チームはプレーオフ進出を果たしたが、史上初となる負け越し出場のシアトル・シーホークスに初戦で破れ去った。
- 12 ペイトン・ヒリス（英語版）

故障、契約問題などによるトラブルもあり、1キャリーあたり平均わずか3.6ヤードしか獲得できずに不振に陥り、ジャーニーマンとなっていった。
- 13 カルビン・ジョンソン

ジェリー・ライスの持っていたレシーブ獲得ヤード数を塗り替えるなど大活躍しており、個人成績としてはジンクスとは無縁であった。ただ、所属するデトロイト・ライオンズは4勝12敗で地区最下位に沈んだ。
- 14 エイドリアン・ピーターソン

2013年9月、過去の交際相手との間にできた当時2歳の息子を、息子の母の当時の交際相手による暴行で亡くし、プレーでも前シーズンから800ヤード近くラン獲得を落とし、さらに自らも子への過失傷害容疑で起訴され、1試合の出場に留まった。
- 15 リチャード・シャーマン

全試合出場を果たし、好成績をマークしていたが、NFCチャンピオンシップゲーム（対グリーンベイ・パッカーズ）で左腕を負傷し、トミー・ジョン手術を受けた。
- 16 オデル・ベッカム・ジュニア

前年並みの活躍を見せ、乱闘で1試合の出場停止処分を受けたこと以外は呪いとは無縁だった。2003以降で初めて例外的な事例。
- 17 ロブ・グロンコウスキー

ハムストリングを負傷して開幕に出遅れた上、椎間板ヘルニアなどを発症し、先発出場はわずか6試合に終わった。
- 18 トム・ブレイディ

チームは9年連続の地区優勝、個人としてはリーグMVP受賞と呪いとは無縁であった。
しかし勝ち上がり出場した第52回スーパーボウルでは自身は500ヤードを記録したものの、控えQBだったニック・フォールズ擁するフィラデルフィア・イーグルスに敗れる波乱があり、スーパーボウル2連覇とはならなかった。
- 19 アントニオ・ブラウン

個人ではキャリアハイとなる15回のタッチダウンを記録し、プロボウルに選出されるなど好成績ではあったものの、チームはプレーオフを逃した。さらにチームとの間に軋轢が生じ、この年限りでピッツバーグ・スティーラーズを退団。
その後も不祥事が多発し、2019年シーズンは僅か1試合、その後のキャリアでも16試合しかプレーできなかった。
- 20 パトリック・マホームズ

怪我で2試合先発から外れたものの、チームをけん引して第54回スーパーボウルでMVPに輝くなど、呪いとは無縁であった。
- 21 ラマー・ジャクソン

2年連続でラッシュ1,000ヤードを達成し、モバイルQBとしての実力を発揮したが、ディビジョナルプレーオフの試合途中で脳震盪を起こし、そのままチームも敗北。さらに翌シーズンにはCOVID-19に2度感染した。
- 22 トム・ブレイディ、パトリック・マホームズ

マホームズはQBレーティングが先発になってからは最低の98.5で、AFCチャンピオンシップでは2インターセプトを喫し敗れた。一方、ブレイディはこの年リーグトップの成績を残したものの、一時は引退を発表。引退を撤回して臨んだ翌シーズンは、妻と離婚し、チームも負け越しと散々であり、シーズン終了後に正式に引退する。
このようなジンクスがあることから、カバーにオファーされても断るスター選手も少なからずいる。ラダニアン・トムリンソンはこのことからカバーのオファーを受けなかった。
2010年ボルチモア・レイブンズのファンがジョン・マッデンに呪いの存在を信じているか質問したところ、彼は明確に否定した。

## マッデンボウル
1995年より、マッデンNFLの最新バージョンを用いて、NFK選手が参加するマッデンボウルが開催されている。2006年のマッデンボウルは、第40回スーパーボウルのスーパーボールウィークエンドにスーパーボウル開催地であるデトロイトで行われた。2011年にはマッデンNFL11を用いてチームプレーで優勝が争われた。

### 優勝者
- 1995 レジー・ブルックス
- 1996 レジー・ブルックス
- 1997 ジミー・スペンサー
- 1998 モリス・チェストナット
- 1999 レイ・ミケンズ
- 2000 テリー・ジャクソン
- 2001 ジャッケズ・グリーン[17]
- 2002 ジャッケズ・グリーン
- 2003 ドワイト・フリーニー
- 2004 ドワイト・フリーニー
- 2005 マイケル・ルイス
- 2006 アレックス・スミス
- 2007 アレックス・スミス
- 2008 ウィリス・マゲイヒー
- 2009 アントニオ・ブライアント
- 2010 モーリス・ジョーンズ＝ドリュー
- 2011 パトリック・ウィリス、チャド・オチョシンコ、マリア・メノウノス
- 2012 ドリュー・ブリーズ、ジミー・グレアム、ティム・ティーボウ